# Tim Ryan
Timothy John Ryan (16 de juliol de 1973) és un polític estatunidenc que ocupa el càrrec de congressista pel 13è districte congressual d'Ohio des del 2003. El districte, que va ser el 17è del 2003 al 2013, cobreix una gran part del nord-est d'Ohio, de Youngstown a Akron. Ryan és membre del Partit Demòcrata.
Nascut a Niles (Ohio), Ryan va treballar d'ajudant del congressista Jim Traficant després de graduar-se de la Bowling Green State University. Va servir al Senat d'Ohio del 2001 al 2002 abans de guanyar les eleccions per succeir Traficant. El novembre de 2016, Ryan va iniciar una campanya fallida per fer fora Nancy Pelosi de líder de partit dels Demòcrates de la Cambra.
El 4 d'abril de 2019, Ryan va anunciar la seva candidatura a president dels Estats Units. El 24 d'octubre de 2019, ell va suspendre la seva campanya.

## Campanya presidencial de 2020

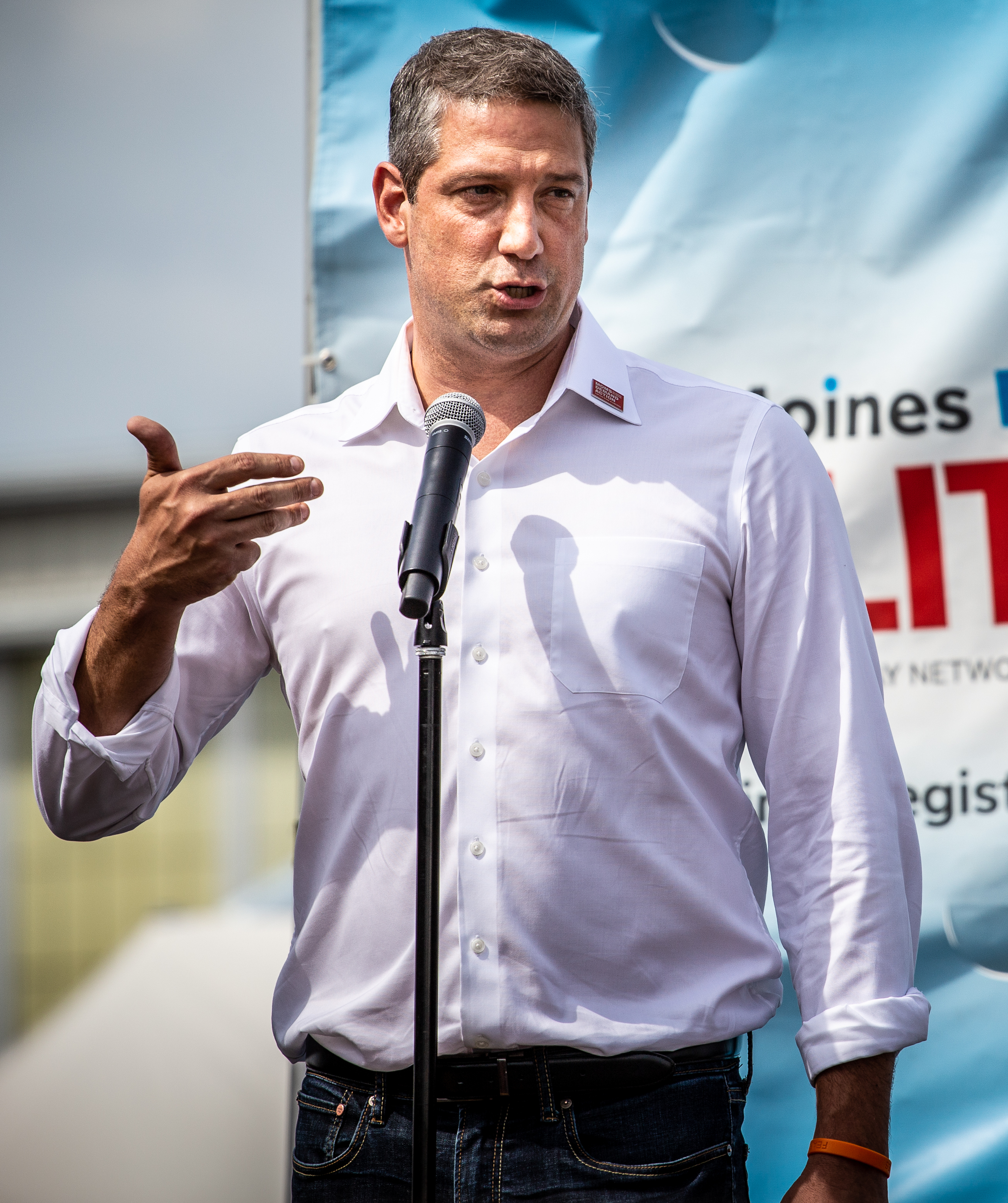
Ryan fent campanya a l'Iowa State Fair de 2019

Després de les eleccions de mig mandat de 2018, Ryan va ser vist com a potencial candidat presidencial de les eleccions presidencials de 2020. El febrer i març de 2019 va viatjar als primers estats que celebren les primàries, Iowa i Nou Hampshire. La seva campanya presidencial va començar el 4 d'abril de 2019, quan va anunciar oficialment que es presentaria a les primàries demòcrates. Ryan va anunciar la seva candidatura durant una entrevista a The View.
El 24 d'octubre, va acabar la seva campanya amb l'objectiu de buscar la reelecció per a la seva seu del Congrés.